# Herbert Mytteis
Herbert Mytteis (* 14. Juli 1916 in Wien; † 30. Oktober 1967 daselbst) war ein österreichischer Jazz- und Unterhaltungsmusiker (Geiger, Komponist).
Mytteis wurde am Konservatorium seiner Geburtsstadt und an der Wiener Musikakademie an der Violine ausgebildet. In den 1930er Jahren war er Mitglied im Rundfunkorchester von Charly Gaudriot. Zudem trat er mit einem eigenen Quintett in Wiener Lokalen auf, um Jazz und Swing darzubieten. Ab 1943 kam es in der Steffl-Diele des Cafe de l'Europe zu gemeinsamen Auftritten mit dem italienischen Sänger und Gitarristen Vittorio Ducchini, dem Pianisten Ernst Landl, dem französischen Schlagzeuger Arthur Motta sowie gelegentlich weiteren Musikern wie Hans Koller oder Viktor Plasil. Aufgrund des Publikumszuspruch kam es Mitschnitten, aber zunächst fast keinen Veröffentlichungen. Nach der Niederschlagung des Nationalsozialismus spielte er auch im Hot Club Vienna. Mit seinen Solisten begleitete er auf Aufnahmen von Telefunken Minja Petja und Karl Hruschka. Er komponierte Stücke wie Intermezzo in Swing, Guggi, Seit du gegangen und Am Himmel, da leucht’ a Laternderl.Er wurde am Wiener Zentralfriedhof bestattet. Das Grab ist bereits aufgelassen.

## Diskographische Hinweise
- Mytteis, Landl & CO Steffl Swing (1943–1947)